# Riktad översyn av interna modeller
Targeted Review of Internal Models, eller TRIM, är ECB:s utvärdering av hur väl banker inom euroområdet uppfyller de regleringar för interna modeller för kapitaltäckning som definieras under första pelaren i Basel II.
Ett mål med TRIM är att nå större konformitet mellan olika bankers beräkning av Risk-Weighted Assets, vilket är ett avgörande mått för hur stort kapitalkravet  för derivathandel blir för banker med godkänd intern modell. Ett annat mål är att uppnå bättre konsekvens och högre kvalitet i finansinspektionen inom ECB:s jurisdiktion.
Beslutet om utvärderingen fattades i december 2015. Efter förberedande undersökningar om metodik och vilka modeller som skulle omfattas, besöktes bankerna under 2017 i en första fas. Fokus för denna fas är kreditrisk för portföljer för små och medelstora företag, samt marknadsrisk och motpartsrisk. Planen är att fler besök på bankerna ska utföras under 2018 och 2019, och att projektet totalt kommer att omfatta 200 besök.

## ECB guide to internal models
I september 2018 gav ECB ut sin ECB guide to internal models, som är en omarbetning av ett TRIM-dokument från februari 2017, som då skickades ut för att ECB skulle få inledande feedback från finansindustrin. Guiden kommer att fungera som vägledning för det fortsatta TRIM-arbetet, och förväntas uppdateras löpande.